# 抚远站
抚远站位于黑龙江省佳木斯市抚远市抚远镇，是前抚铁路的终点站，2012年12月18日投入运营，首发列车为开往哈尔滨东的K7066次。该站距前进镇站169公里，现由哈尔滨铁路局佳木斯车务段管辖，是中国铁路最东端的客运站，其上行9公里处的抚远东货运站则是中国最东端的铁路车站。截至2015年11月，抚远站共接发3对旅客列车，分别前往哈尔滨东、佳木斯和沈阳。